# Kincses Pál
Kincses Pál (16. század – 17. század) protestáns reformátor, lelkész, teológiai író.
Kincses Pál részt vett az 1591-es csepregi hitvitán, ahol ekkor még nem fejtette ki nyíltan az úrvacsora-tan lutheri értelmezésével kapcsolatos kétségeit. 1596-97-ben került Bátkay István mellé Kőszegre evangélikus lelkésznek. Kincses elutasította az evangélikus lelkészek által aláírásra rendelt Formula Concordanciae-t, melyben a lutheránus hitelvek össze voltak gyűjtve és nem zárkózott el a kálvini tanoktól. Vitába keveredett az akkori evangélikus esperessel, aki felszólította Kincsest, hogy írja alá az egyezséget, ő azonban ragaszkodott meggyőződéséhez, s emiatt hamarosan el is kellett hagynia Kőszeget. 1596-ban Beythe István püspöknek írt panaszos levelet, mely szerint a Formula Concordanciae aláírását erőltető Reczés János tevékenysége a felekezeti szakadás veszélyét jelenti.
Nehéz meghatározni, hogy Kincses a lutheri vagy a kálvini hitújítás hívének tekinthető-e, mert Nyugat-Magyarországon a 16. század végén a nyílt szakítás a két irányzat között még nem következett be. Kincses Pál ennek a képlékeny átmeneti szakasznak tipikus képviselője volt.